# Aleksander Paluszek
Aleksander Paluszek (Breslavia, 9 aprile 2001) è un calciatore polacco, difensore dello Śląsk Breslavia.

## Carriera

### Club
Cresciuto nel settore giovanile dello Śląsk Breslavia, nel 2019 viene acquistato a titolo definitivo dal Górnik Zabrze; debutta fra i professionisti il 6 luglio 2020 in occasione dell'incontro di Ekstraklasa perso 1-0 contro il Wisła Płock.
Il 16 luglio 2021 viene ceduto in prestito per una stagione al Pohronie.

### Nazionale
Ha giocato nelle nazionali giovanili polacche Under-18, Under-20 ed Under-21.

## Statistiche

### Presenze e reti nei club
Statistiche aggiornate al 6 dicembre 2021.
| Stagione        | Squadra         | Campionato      | Campionato | Campionato | Coppe nazionali | Coppe nazionali | Coppe nazionali | Coppe continentali | Coppe continentali | Coppe continentali | Altre coppe | Altre coppe | Altre coppe | Totale | Totale |
| Stagione        | Squadra         | Comp            | Pres       | Reti       | Comp            | Pres            | Reti            | Comp               | Pres               | Reti               | Comp        | Pres        | Reti        | Pres   | Reti   |
| --------------- | --------------- | --------------- | ---------- | ---------- | --------------- | --------------- | --------------- | ------------------ | ------------------ | ------------------ | ----------- | ----------- | ----------- | ------ | ------ |
| 2019-2020       | Górnik Zabrze   | EK              | 2          | 0          | CP              | 0               | 0               |                    | -                  | -                  |             | -           | -           | 2      | 0      |
| 2020-2021       | Górnik Zabrze   | EK              | 13         | 0          | CP              | 0               | 0               |                    | -                  | -                  |             | -           | -           | 13     | 0      |
| 2021-2022       | Pohronie        | SL              | 10         | 0          | CS              | 1               | 0               |                    | -                  | -                  |             | -           | -           | 11     | 0      |
| Totale carriera | Totale carriera | Totale carriera | 25         | 0          |                 | 1               | 0               |                    | -                  | -                  |             | -           | -           | 26     | 0      |